# بونيون أنيق
البونيون الأنيق (باللاتينية: Bunium elegans) نوع نباتي ينتمي إلى جنس البونيون من الفصيلة الخيمية.

## الموئل والانتشار
موطن هذا النوع بلاد الشام وتركيا وأرمينيا.

## مرادفات للاسم العلمي
- (باللاتينية: Carum elegans)